# Michel Mayor
Michel Gustave Édouard Mayor (Vaud, 12 de enero de 1942), conocido como Michel Mayor, es un profesor suizo del Departamento de Astronomía de la Universidad de Ginebra. Galardonado, junto a James Peebles y Didier Queloz, con el Premio Nobel de Física 2019, por su descubrimiento, junto con este último, de los exoplanetas.
Mayor y  Didier Queloz descubrieron 51 Pegasi b en 1995, el primer planeta extrasolar que orbita una estrella de tipo solar. Este planeta extrasolar gira alrededor de la estrella 51 Pegasi.
Después de estudiar física en la Universidad de Lausana, obtuvo su doctorado en astronomía, en el Observatorio de Ginebra en 1971. Trabajó además en el observatorio de Cambridge, el Observatorio Europeo Austral (ESO), en Chile y un observatorio en Hawái. Hasta 1998, había participado en más de 200 publicaciones científicas. Actualmente (junio de 2009) es coautor de más de 320 de ellas. 
Desde el descubrimiento del 51 Pegasi b, Michel Mayor y su equipo se han dedicado a la labor de descubrir y estudiar más planetas extrasolares.

## Premios y honores
En agosto de 1998 fue galardonado con el premio suizo Marcel Benoist en reconocimiento a la influencia de su labor en la vida humana.  En 2000, fue galardonado con el premio Balzan. En 2004, le otorgaron la Medalla Albert Einstein. En 2005, recibió el premio Shaw de astronomía. En 2011 fue galardonado con el Premio Fundación BBVA Fronteras del Conocimiento en la categoría de Ciencias Básicas junto a Didier Queloz.
En 2019 fue galardonado con el Premio Nobel de física, junto a Didier Queloz por descubrir el primer planeta extrasolar que orbita una estrella de tipo solar.  

## Desarrollo instrumental

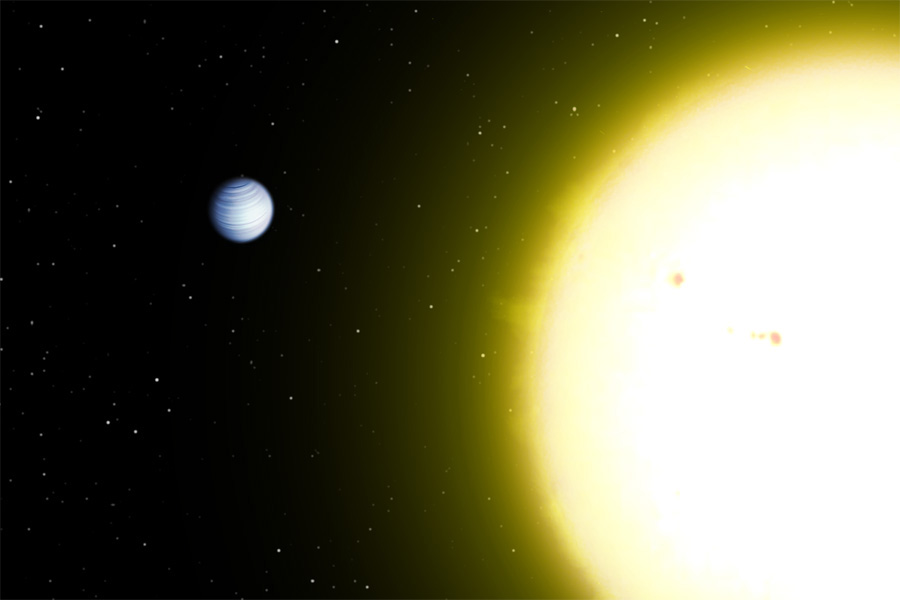
Representación artística del planeta extrasolar 51 Pegasi b.

En 2003, el instrumento Buscador de Planetas por Velocidad Radial de Alta Precisión (HARPS), del cual es investigador principal, entró en línea.

## Lo más reciente
En 2007, fue uno de los once científicos europeos que descubrieron Gliese 581 c, el primer planeta extrasolar en la zona habitable de una estrella. El descubrimiento fue realizado desde el telescopio de 3,6 m de la ESO situado en La Silla con el instrumento HARPS.
En 2009, Mayor y su equipo descubrieron el planeta extrasolar más ligero conocido hasta la fecha, Gliese 581 e.